# Komînî, Izeaslav
Komînî (în ucraineană Комини) este un sat în comuna Bilotîn din raionul Izeaslav, regiunea Hmelnîțkîi, Ucraina.

## Demografie
Componența lingvistică a localității Komînî
     Ucraineană (97,77%)
     Rusă (1,68%)
     Alte limbi (0,56%)
Conform recensământului din 2001, majoritatea populației localității Komînî era vorbitoare de ucraineană (97,77%), existând în minoritate și vorbitori de rusă (1,68%).